# Hoffmannia fortunensis
Hoffmannia fortunensis là một loài thực vật có hoa trong họ Thiến thảo. Loài này được Dwyer ex W.C.Burger mô tả khoa học đầu tiên năm 1999.